# 753 TCN
Năm 753 TCN là một năm trong lịch Julius. 

## Sự kiện
- Romulus và Remus thiết lập thành phố Roma.